# Allogymnopleurus maculosus
Allogymnopleurus maculosus là một loài bọ cánh cứng trong họ Bọ hung (Scarabaeidae).